# Liste von Söhnen und Töchtern der Stadt Curitiba
Die Liste von Söhnen und Töchtern der Stadt Curitiba zählt Personen auf, die in der brasilianischen Hauptstadt Curitiba (gesprochen [kuɾiˈtʃibɐ]) des Bundesstaates Paraná geboren wurden und in der deutschsprachigen Wikipedia mit einem Artikel vertreten sind. Die Liste erhebt keinen Anspruch auf Vollständigkeit.

## 19. Jahrhundert
- Brasílio Itiberê da Cunha Luz (1896–1967), Komponist
- Jerônimo Mazzarotto (1898–1999), römisch-katholischer Bischof

## 20. Jahrhundert

### 1901 bis 1950

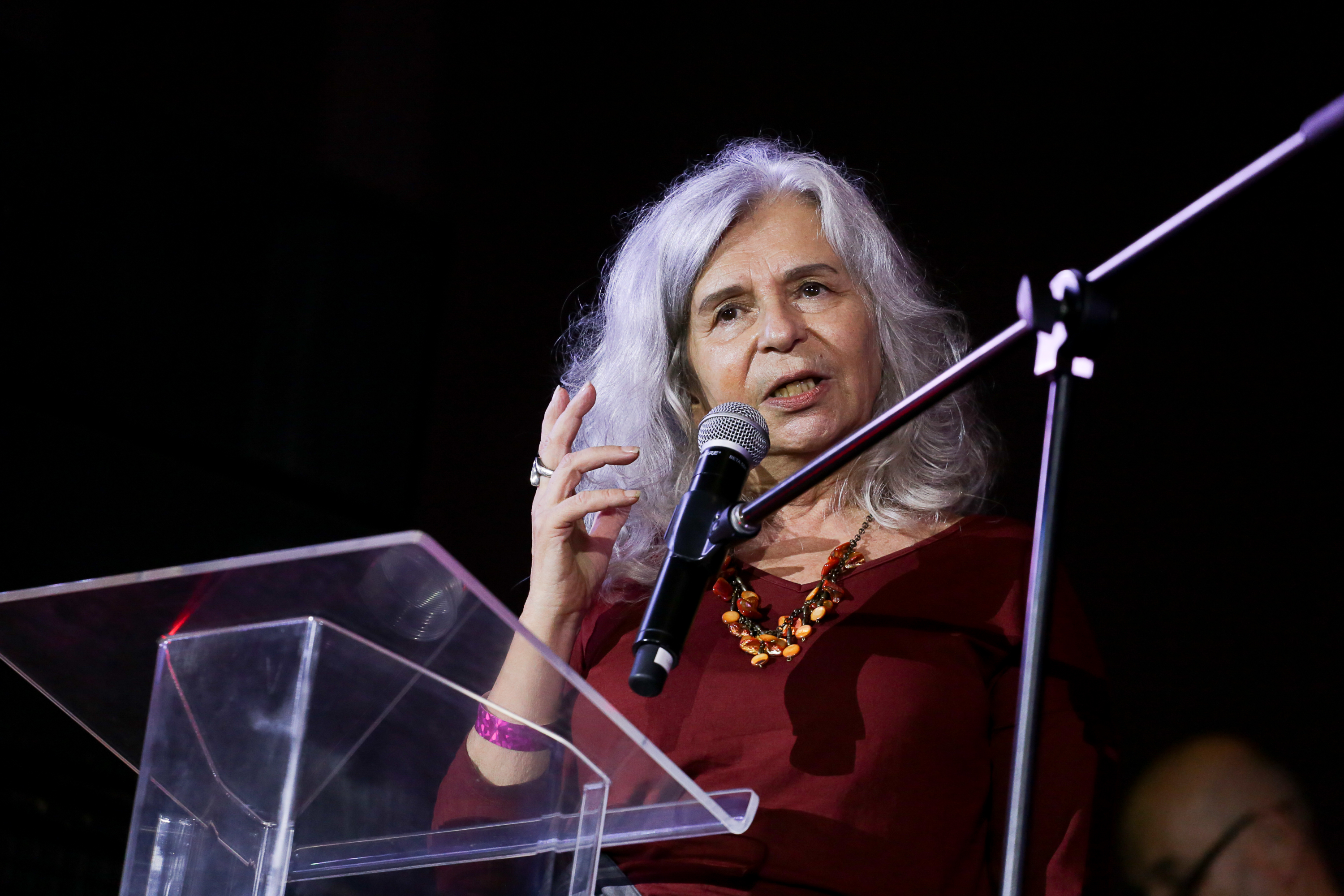
Alice Ruiz

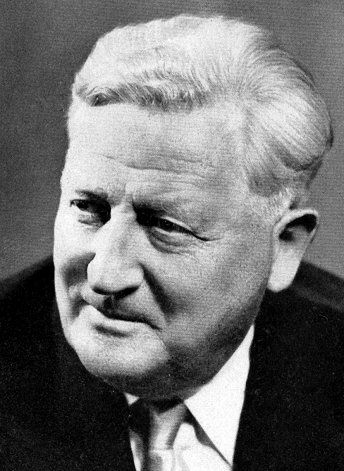
Reinhard Maack
(1892–1969)

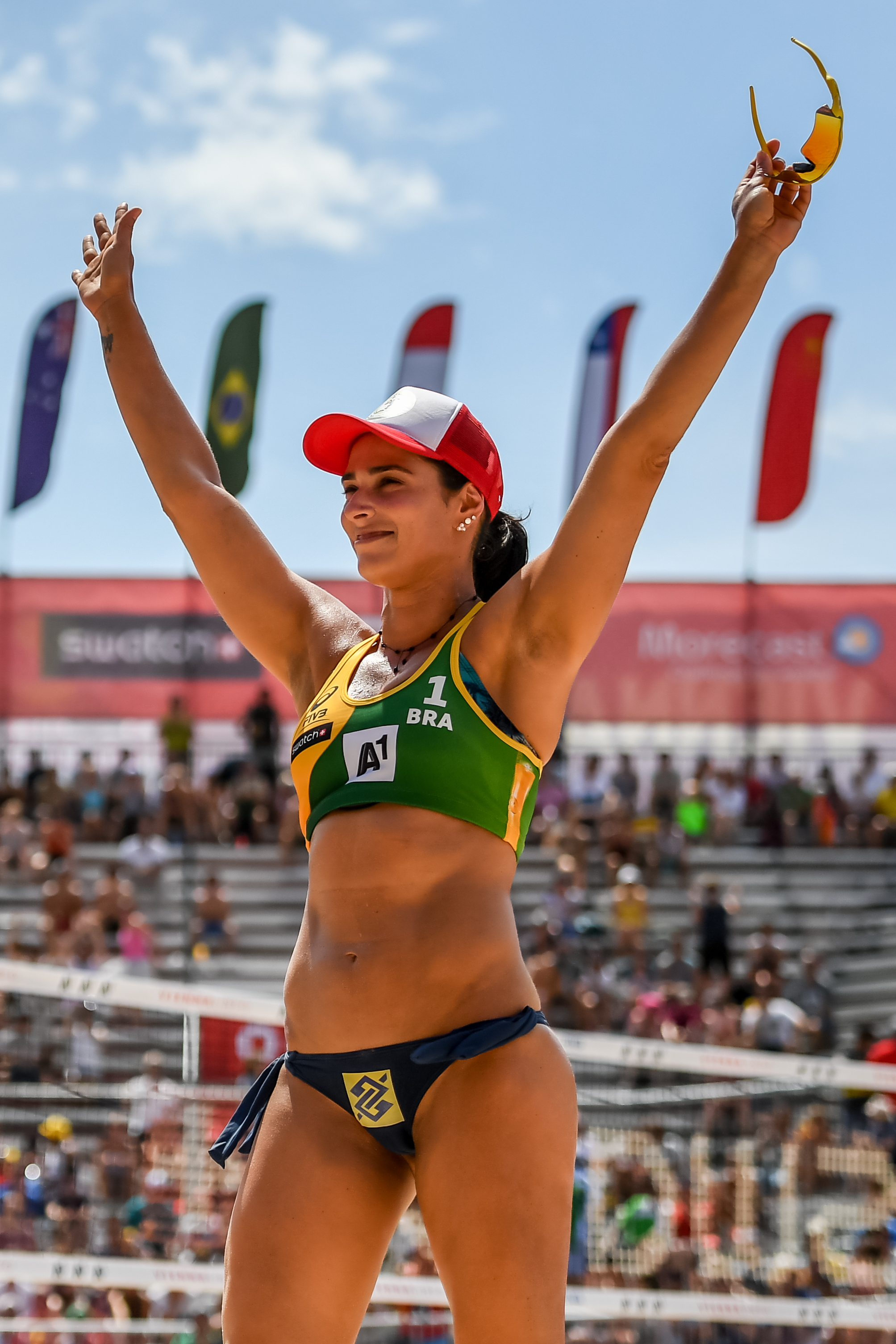
Ágatha Bednarczuk

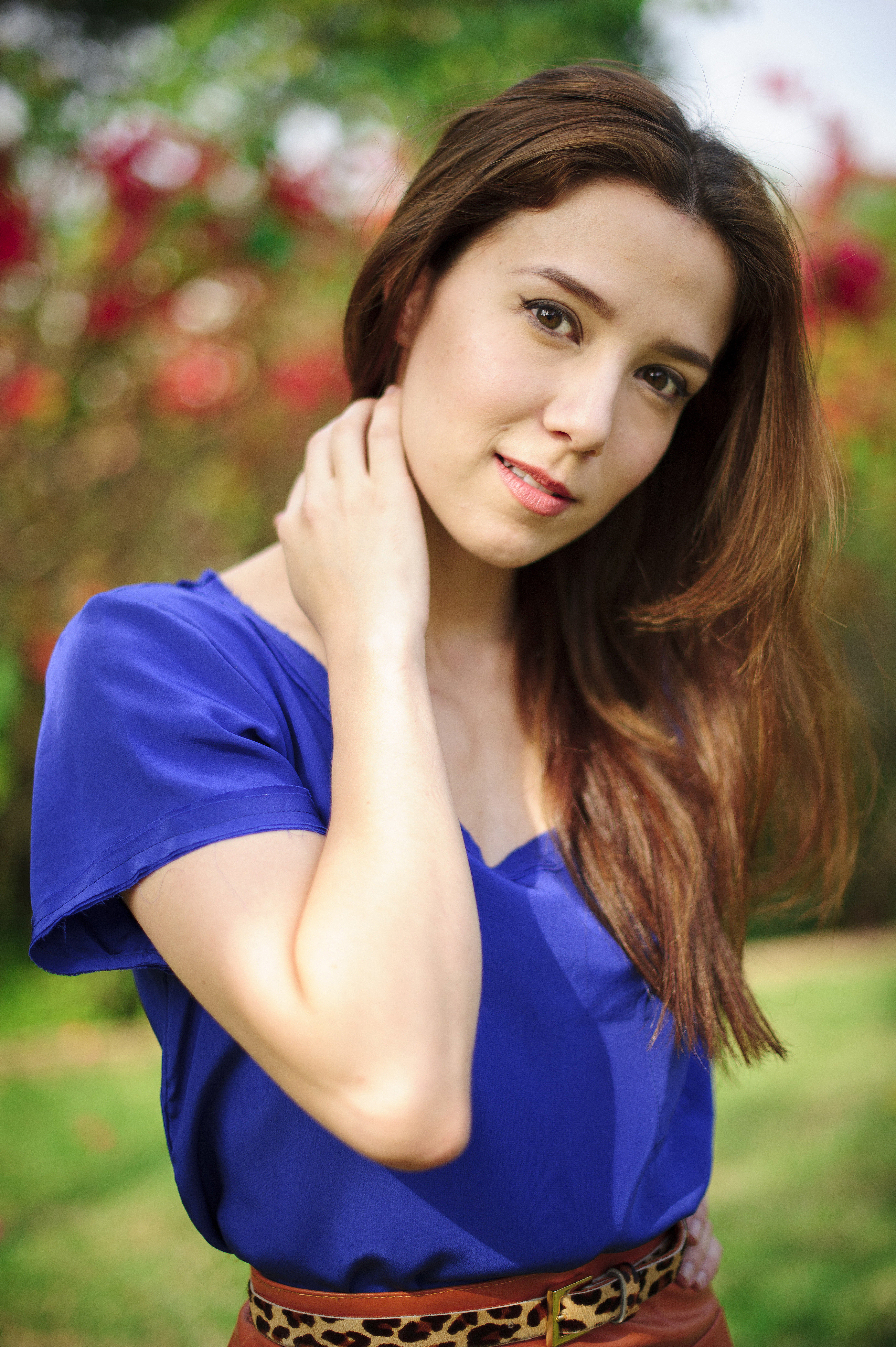
Marjorie Estiano

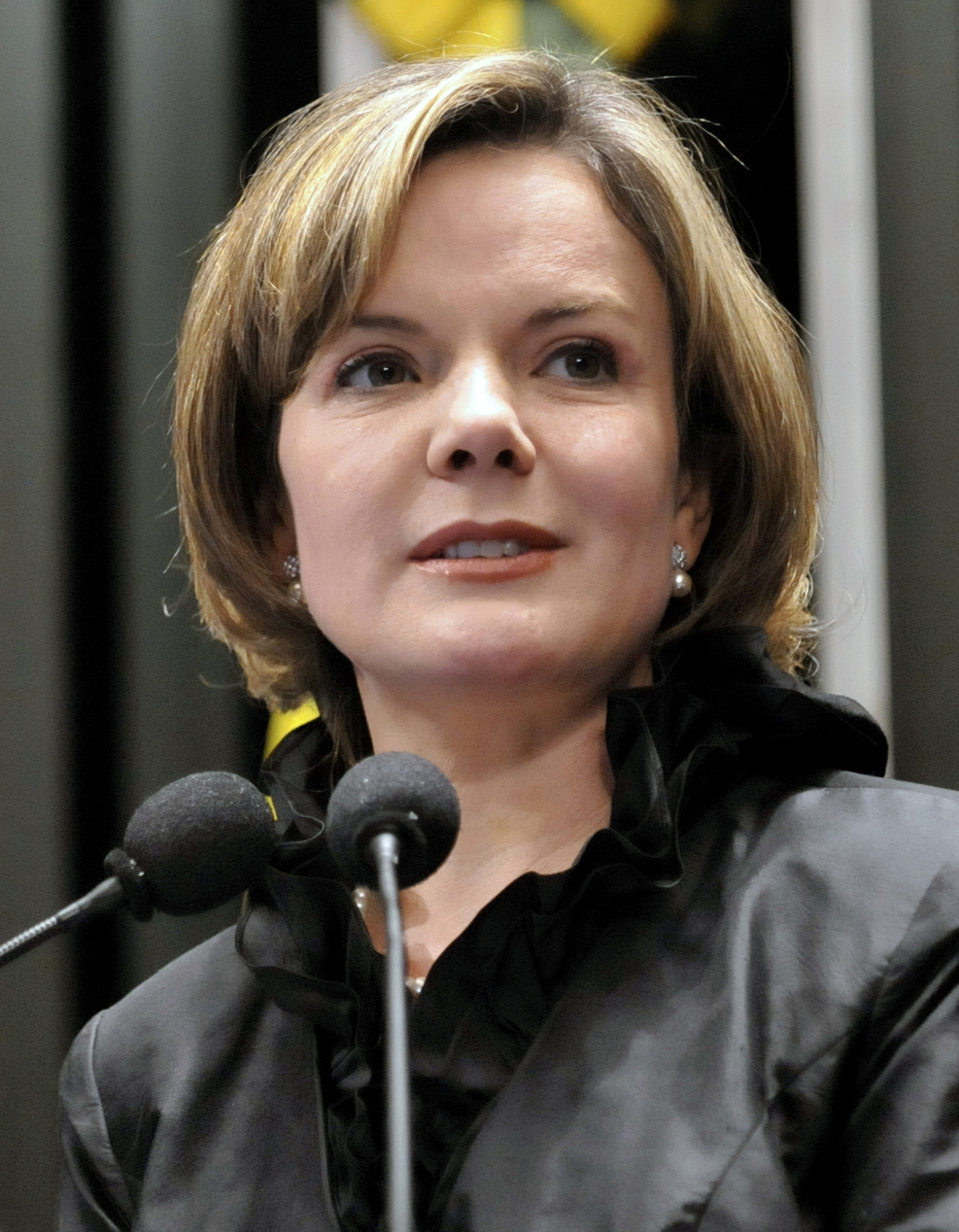
Gleisi Hoffmann

- Artur José Nísio (1906–1974), Maler und Grafiker
- Rosário Farâni Mansur Guérios (1907–1987), Romanist, Lusitanist, Linguist und Lexikograf
- Enedina Alves Marques (1913–1981), Bauingenieurin
- João Vilanova Artigas (1915–1985), Architekt und Universitätsprofessor
- Constantin Koser (1918–2000), Franziskaner
- Pierre Clostermann (1921–2006), französischer Jagdflieger
- César Lattes (1924–2005), Experimental-Physiker und Mitentdecker des Pi-Mesons
- Dalton Trevisan (1925–2024), Schriftsteller
- Affonso Camargo (1929–2011), Politiker
- Nilson Fanini (1932–2009), Baptistenpastor und Präsident des Baptistischen Weltbundes von 1995 bis 2000
- Noel Nascimento (1925–2013), Schriftsteller, Philosoph und Staatsanwalt
- Carlos Rasch (1932–2021), Science-Fiction-Autor in der DDR
- Henrique de Curitiba (1934–2008), polnisch-brasilianischer Komponist
- Jocy de Oliveira (* 1936), Komponistin
- Jaime Lerner (1937–2021), Architekt und Stadtplaner sowie Politiker
- Roberto Requião (* 1941), Politiker
- Juarez Estevam Tavares (* 1942), Rechtswissenschaftler
- Paulo Leminski (1944–1989), Autor, Dichter und Übersetzer
- Alice Ruiz (* 1946), Lyrikerin und Übersetzerin
- Paulo Américo Veiga Wolowsky (* 1946), Diplomat
- Celso Grebogi (* 1947), Physiker
- Sérgio Arthur Braschi (* 1948), römisch-katholischer Bischof

### 1951 bis 1960
- Lígia Maria Scherer (* 1951), Diplomatin
- Dirceu (1952–1995), Fußballspieler
- Levir Culpi (* 1953), Fußballspieler
- Noel Nascimento Filho (* 1957), Pianist, Dozent für Musik, Kunst und Kultur Kritiker
- Rafael Biernaski (* 1955), Bischof von Blumenau
- Rafael Greca (* 1956), Politiker
- José Carlos Chacorowski (* 1956), römisch-katholischer Bischof
- Raul Boesel (* 1957), Automobilrennfahrer
- Christiane Yared (* 1960), Pfarrerin, Unternehmerin und Politikerin

### 1961 bis 1970
- Fernando Enns (* 1964), brasilianisch-deutscher Theologe und Hochschullehrer
- Paulo Jamur (* 1964), Radrennfahrer
- Mauro Ribeiro (* 1964), Radrennfahrer
- Gleisi Hoffmann (* 1965), Politikerin
- Gilson Kleina (* 1968), Fußballtrainer
- Ranielli José Cechinato (* 1970), Fußballspieler
- Vilson Goinski (* 1970), Kommunalpolitiker
- Ricardo Hoepers (* 1970), katholischer Geistlicher, Weihbischof in Brasília

### 1971 bis 1980
- Paulo Rink (* 1973), deutsch-brasilianischer Fußballspieler
- Emanuel Rego (* 1973), Beachvolleyballspieler, Olympiasieger
- Kismara Pessatti (* 1974), Opern- und Konzertsängerin
- Marcão (* 1975), Fußballspieler
- Anderson Schutte (* 1975), brasilianisch-deutscher Basketballspieler
- Marco Campos (1976–1995), Automobilrennfahrer
- Tarso Marques (* 1976), Automobilrennfahrer
- Wanderlei Silva (* 1976), MMA-Kämpfer
- Marlon de Souza Lopes (* 1976), Fußballspieler
- Ricardo Zonta (* 1976), Automobilrennfahrer
- Rodrigo Batata (* 1977), Fußballspieler
- Alexsandro de Souza (* 1977), Fußballspieler
- Enrique Bernoldi (* 1978), Automobilrennfahrer
- Fabiula Nascimento (* 1978), Schauspielerin
- Mozart Santos Batista Júnior (* 1979), Fußballspieler
- Ilan Araújo (* 1980), Fußballspieler
- Rafael Redwitz (* 1980), französischer Volleyballspieler

### 1981 bis 1990
- Mauricio Rua (* 1981), MMA-Kämpfer
- Marjorie Estiano (* 1982), Schauspielerin und Sängerin
- Alexandre Gomes (* 1982), Pokerspieler
- Marcelo Tosatti (* 1982), einer der Linux-Kernel-Programmierer
- Ágatha Bednarczuk (* 1983), Beachvolleyballspielerin
- Augusto Farfus (* 1983), Automobilrennfahrer
- Isabeli Fontana (* 1983), Model
- Rodrigo Tosi (* 1983), Fußballspieler
- Adriano Correia Claro (* 1984), Fußballspieler
- Cristiane Justino (* 1985), MMA-Kämpferin
- Thiago Neves (* 1985), Fußballspieler
- Thiago Cionek (* 1986), Fußballspieler
- Thiago Schumacher (* 1986), Fußballspieler
- Rodrigo Seiji (* 1986), Pokerspieler
- Kaio Felipe Gonçalves (* 1987), Fußballspieler
- Pedro Ken (* 1987), Fußballspieler
- Rodrigo Pimpão (* 1987), Fußballspieler
- Kauiza Venâncio (* 1987), Leichtathletin
- Willian Farias (* 1989), Fußballspieler
- Lucas Mendes (* 1990), Fußballspieler

### 1991 bis 2000
- Dudú (* 1991), Fußballspieler
- Hederson Estefani (* 1991), Leichtathlet
- Pietro Fantin (* 1991), Automobilrennfahrer
- Vinícius Goes Barbosa de Souza (* 1991), Fußballspieler
- Francisco Lachowski (* 1991), Model
- Larissa Araújo (* 1992), Handballspielerin
- Kelvin Mateus de Oliveira (* 1993), Fußballspieler
- Willian Rodrigues (* 1993), Fußballspieler
- Matheus Fornazari (* 1995), brasilianisch-italienischer Fußballspieler
- Bruno da Mota Miranda (* 1995), Fußballspieler
- Kady Borges (* 1996), Fußballspieler polnischer Abstammung
- Léo Andrade (* 1998), Fußballspieler
- Bento (* 1999), brasilianisch-italienischer Fußballspieler

## 21. Jahrhundert
- Yan Couto (* 2002), Fußballspieler

## Persönlichkeiten aus Deutschland
- Reinhard Maack (* 1892 in Herford; † 1969 in Curitiba), Geologieprofessor in Curitiba und als Umweltschützer tätig
- Günther Tessmann (* 1884 in Lübeck; † 1969 in Curitiba), Forschungsreisender, Botaniker und Ethnologe in Curitiba
- Brigitte Rauscher (* 1961 in Curitiba), Kirchenmusikerin